# Aspidiphorus perexiguus
Aspidiphorus perexiguus is een keversoort uit de familie slijmzwamkevers (Sphindidae). De wetenschappelijke naam van de soort werd in 1926 gepubliceerd door Scott.